# Либерально-демократическая партия (Камбоджа)
Либера́льно-демократи́ческая па́ртия (кхмер. គណបក្សប្រជាធិបតេយ្យសេរី) — камбоджийская республиканская антикоммунистическая партия 1990-х годов. Создана генералом Сак Сутсаканом из радикальных активистов KPNLF. Дважды участвовала в выборах, но в парламенте представлена не была.

## Образование через раскол
Парижские соглашения (1991) выработали схему политического урегулирования кампучийского конфликта. На 1993 год назначались многопартийные выборы. Одним из следствий стало размежевание антивьетнамской вооружённой оппозиции — Коалиционного правительства Демократической Кампучии и составляющих организаций.
Красные кхмеры Пол Пота—Кхиеу Самфана не признали соглашений и продолжили партизанскую войну. Монархический ФУНСИНПЕК Нородома Сианука сделал ставку на приход к власти через восстановление монархии и победу на выборах. В Национальном фронте освобождения кхмерского народа (KPNLF) произошёл раскол.
Лидер KPNLF Сон Санн преобразовал Фронт в Буддистскую либерально-демократическую партию. Его соратники поступили по-разному. Республиканский идеолог Гаффар Пеанг-Мет, заместитель начальника штаба Вооружённых сил национального освобождения кхмерского народа (KPNLAF), уехал в США. Начальник штаба KPNLAF генерал Дьен Дель примкнул к ФУНСИНПЕК. Главнокомандующий KPNLAF генерал Сак Сутсакан в 1992 году основал Либерально-демократическую партию (ЛДП).

## Идеология и политика
Сак Сутсакан был последовательным сторонником идей Кхмерской Республики и непримиримым антикоммунистом. Поэтому он не принимал готовности Сон Санна вписаться в политическую систему восстановленного Королевства Камбоджа. Сак Сутсакан был противником сговора бывших коммунистов из Народной партии Хун Сена с монархистами ФУНСИНПЕК. Кроме того, обострились давние противоречия генерала с Сон Санном, теперь принявшие форму борьбы за политическое лидерство.
ЛДП Сак Сутсакана выступала с позиций консервативного республиканизма, антикоммунизма, кхмерского национализма и демократического капитализма. Эмблемой партии являлся флаг Кхмерской Республики. Партия дважды принимала участие в выборах. При голосовании в мае 1993 года партию Сак Сутсакана поддержали 62698 избирателей, что составило 1,6 %. В июле 1998, уже после смерти основателя, за ЛДП проголосовали 14088 избирателей, 0,3 %. В обоих случаях партия не прошла в Национальную ассамблею. К выборам 2003 года партия уже практически не существовала.

## Прекращение
Генерал Сак Сутсакан вынужден бы пойти на политический компромисс. Он стал военным советником правительства Нородома Ранарита—Хун Сена, членом королевского совета при Нородоме Сиануке. Скончался 29 апреля 1994 года. Без него ЛДП утратила даже прежние скромные позиции.
Неудача проекта ЛДП была связана с низкой популярностью Кхмерской Республики в Камбодже 1990-х и с расколом республиканского движения.